# Бензиловий спирт
Бензиловий спирт — це ароматичний спирт з формулою C6H5CH2OH. Для бензильної групи часто використовують скорочення "Bn" (не плутати з "Bz", що використовується для позначення залишку бензойної кислоти бензоїлу), таким чином бензиловий спирт позначається як BnOH. Бензиловий спирт — це безбарвна рідина з м'яким приємним запахом.  Він є корисним розчинником завдяки його полярності, низькій токсичності, та низькому тиску пари. Бензиловий спирт є частково розчинним у воді (4 г/100 мл) та повністю змішується із спиртами та з етером. Його можна зустріти у вигляді ефірів або навіть у вільному стані в ефірних оліях, одержуваних з жасмину, гіацинта та деяких інших рослин.

## Поширеність у природі
Бензиловий спирт у природі виробляється багатьма рослинами та часто знаходиться у фруктах та чаях. Він також присутній у безлічі ефірних олій в тому числі у жасминовій та гіацинтовій, а також  іланг-ілангу.
Це також одна з хімічних речовин, які знайдено у бобровому струміні. Ця сполука накоплюється із рослинної їжі бобра.

## Синтез
Бензиловий спирт утворюється в результаті гідролізу хлористого бензилу використовуючи гідроксид натрію:
C6H5CH2Cl + NaOH → C6H5CH2OH + NaCl
Його також можна синтезувати через реакцію Гріньяра із фенілмагнійброміду (C6H5MgBr) з формальдегідом, супроводжуючи підкислюванням.

## Реакції
Подібно більшості спиртів, він реагує з карбоновими кислотами утворюючи естери. В органічному синтезі, бензилові естери є поширеними захисними групами тому, що їх можна зняти м'яким гідрогенолізом.
Бензиловий спирт реагує з акрилонітрилом утворюючи N-Бензилакриламід.  Це є прикладом реакції Ріттера:
C6H5CH2OH  +  NCCHCH2 →  C6H5CH2N(H)C(O)CHCH2

## Застосування
Бензиловий спирт використовується як загальний розчинник для чорнил, фарб, лаків та покриву епоксидною смолою. Він є також прекурсором до безлічі естерів, що використовуються в милах, парфумах та штучних смакових речовинах. Також він використовується як фотопроявник.

### Нанотехнологія
Бензиловий спирт використовувався як діелектричний розчинник для діелектрофоретичної перебудови нанодротів.

### Охорона здоров'я
Бензиловий спирт використовується як бактеріостатичний консервант при низьких концентраціях у внутрішньовенних препаратах, косметиці та ліках місцевого застосування.
Використання бензилового спирту у 5% розчині було затвержено Управлінням США з санітарного нагляду за якістю харчових продуктів та медикаментів у лікуванні головного педикульозу у дітей старших 6 місяців та у дорослих.

### Інші використання
Бензиловий спирт має майже такий же показник заломлювання як кварц та вовна. Якщо чистий кварцовий об'єкт занурити у бензиловий спирт, він стає практично невидимим. Це використовувалось як недеструктивний метод для розпізнавання чи зроблено предмет із справжнього кварцу чи ні (див.Кришталевий череп). Схожим чином, біла вовна, занурена у бензиловий спирт також стає майже невидимою, чітко показуючи забрудники, такі як темні і мієлінізовані волокна і рослинний матеріал.

## Безпека
Бензиловий спирт — помірний токсин з ЛД50 1,2 г/кг у пацюках. Він швидко окислюється у здорових особах до бензойної кислоти, з'єднується з гліцином в печінці, та виділяється як гіппурова кислота.  Дуже високі концентрації можуть призвести до токсичних ефектів включаючи зупинку дихання, розширення судин, гіпотонії, конвульсій та параличу.
Бензиловий спирт токсичний для немовлят, його пов'язують з  синдромом задишки.
Було повідомлено, що бензиловий спирт викликає алергію шкіри.
Бензиловий спирт дуже токсичний та сильно подразнює очі. Чистий бензиловий спирт викликає некроз рогівки.
Бензиловий спирт не вважається канцерогеном і також нема ніякої інформації щодо тератогенного або репродуктивних ефектів.